# سیروس لطفی
سیروس لطفی (زاده ۱۳۱۴ تبریز – درگذشته ۱۸ آبان ۱۳۹۷ تهران) سرتیپ نیروی زمینی ارتش ایران بود، که در طول جنگ ایران و عراق، فرماندهی لشکر ۱۶ زرهی قزوین را برعهده داشت.
وی در عملیات‌های نصر، طریق‌القدس، رمضان، بیت‌المقدس، ثامن‌الائمه، فتح‌المبین، والفجر مقدماتی و والفجر ۱ حضور فعال داشت. لطفی به‌عنوان فرمانده لشکر ۱۶ زرهی قزوین در خلال آزادسازی خرمشهر، در شمال منطقه عملیات بیت‌المقدس، در برابر ۲ لشکر زرهی نیروی زمینی عراق ایستادگی کرد. وی به پاس خدماتش در جنگ، نشان درجه ۲ فتح دریافت کرد.

## زندگی‌نامه

### پیش از جنگ
سیروس لطفی در سال ۱۳۱۴ در تبریز زاده شد. وی در سال ۱۳۳۴ وارد دانشکده افسری تهران شد و پس از پایان تحصیلات دانشگاهی، به تدریس فنون نظامی در پادگان جی پرداخت، همچنین فرماندهی گروهان اسب‌سواران و نیز فرماندهی گروهان زرهی را برعهده داشت.
لطفی به دلیل آشنایی با زبان انگلیسی به شرکت در یک دوره آموزشی ۱۸ ماهه با تانک‌های «ام-۳۶» و «ام۶۰ پاتون» و «آ-۱» به ایالات متحده آمریکا اعزام شد و پس از بازگشت به ایران به آموزش نحوه استفاده از این تانک‌ها و کار در بخش مترجمی مستشاران خارجی در پادگان جی پرداخت. او هم‌زمان با وقوع انقلاب ۱۳۵۷ ریاست ستاد لشکر ۸۱ زرهی کرمانشاه را برعهده داشت.
در اسفندماه ۱۳۵۷ لطفی به همراه ۱۱۲ افسر ارشد فعال در لشکر ۸۱ کرمانشاه، حکم بازنشستگی زودتر از موعد را دریافت کردند. او برای تسویه حساب به تهران رفت، ولی پس از اطلاع ولی‌الله فلاحی (فرمانده وقت نیروی زمینی ارتش) حکم بازنشستگی او لغو شد و در اردیبهشت ماه ۱۳۵۸ به فرماندهی تیپ ۱ لشکر ۱۶ زرهی قزوین منصوب گردید. وی کمتر از یک سال بعد و در ۱۳۵۹ فرماندهی لشکر ۱۶ زرهی قزوین را برعهده گرفت. با شروع ناآرامی‌های کردستان لطفی به کردستان اعزام شد.

### جنگ ایران و عراق
سیروس لطفی در مصاحبه‌ای، رویدادهای ابتدای جنگ ایران و عراق را اینچنین شرح داد: 
جنگ تازه آغاز شده بود، امیر شادروان فلاحی به من زنگ زد و گفت که با رئیس‌جمهور صحبت کن. من گوشی تلفن را گرفتم و گفتم که فلانی هستم، او (بنی‌صدر) هم گفت که بی‌درنگ حرکت کن و برو به دزفول. گفتم؛ می‌دانید لشکر زرهی چی هست؟ گفت؛ چه می‌خواهی؟ گفتم؛ وسایل ترابری می‌خواهم، لجستیک می‌خواهم تا بتوانم لشکر را ببرم، گفت؛ یک هفته وقت داری. گفتم؛ اطلاعی از لشکر زرهی ندارید، این لشکر اگر بخواهد یگان‌های خود را جمع کند و حرکت دهد حداقل یک‌ماه طول می‌کشد. گفت؛ یک ماه چیه، همین الان می‌خواهم حرکت کنید و بروید. باز تأکید کردم، حداقل یک ماه طول می‌کشد.
در مرحله نخست عملیات نصر، لطفی بعنوان فرمانده لشکر ۱۶ زرهی قزوین، تلفات اندکی را بر ارتش عراق وارد کرد و مانع پیشروی آنها به سمت اهواز شد. حسین حسنی سعدی؛ فرمانده پیشین نیروی زمینی ارتش، در مراسم یادبود سیروس لطفی گفت: 
لشکر ۱۶ زرهی اولین ضربه مهلک را بر پیکر دشمن بعثی وارد کرد. بر خلاف عده‌ای که این عملیات را مورد توجه قرار نمی‌دهند، به نظر بنده این عملیات موفقیت‌آمیز بود و لشکر ۱۶ زرهی با تلفات سنگین بر ارتش عراق آنها را در لاک دفاعی فرو برد.
لطفی در مرحله نخست عملیات نصر با فرماندهی لشکر ۱۶ زرهی تلفات سنگینی بر ارتش عراق وارد کرد و مانع پیشروی عراق به سمت اهواز شد. او در عملیات طریق‌القدس نقش مهمی را ایفا کرد و توانست مانع از الحاق نیروهای عراقی در مناطق بستان و تنگه چذابه شود. لطفی در شمال منطقه عملیات بیت‌المقدس با لشکر ۱۶ زرهی قزوین، در برابر دو لشکر زرهی از ارتش عراق ایستادگی کرد، که سرانجام منجر به آزادسازی خرمشهر شد. او در عملیات رمضان، بهمراه لشکر تحت امرش، نزدیک به ۲۰ روز با نیروهای ارتش عراق، به‌طور مستقیم درگیر بود. وی همچنین در عملیات‌های والفجر مقدماتی و والفجر ۱ نیز، هدایت لشکر ۱۶ زرهی قزوین را برعهده داشت.
با درگذشت ولی‌الله فلاحی در حادثه سقوط هواپیما، علی صیاد شیرازی به عنوان فرمانده نیروی زمینی منصوب شد. لطفی با وجود سن بالاتر و سابقه نظامی بیشتر از صیاد، به همراه مسعود منفرد نیاکی برای همکاری با وی اعلام آمادگی کردند. لطفی در عملیات ثامن‌الائمه با هدایت لشکر ۱۶ قزوین، به همراه گردان زرهی لشکر ۹۲ زرهی اهواز، در شکستن حصر آبادان حضور مؤثری داشت.
لشکر ۱۶ زرهی در عملیات طریق‌القدس نیز نقش مهمی را ایفا کرد و توانست مانع از پیوستن نیروهای عراق در بستان و چذابه شود. او مدت کوتاهی نیز فرماندهی قرارگاه قدس ارتش را برعهده داشت. لطفی در شمال منطقه عملیاتی بیت‌المقدس با لشکر تحت امر خود، در مقابل دو لشکر ۵ مکانیزه و ۶ زرهی از ارتش عراق ایستادگی کرد، که نتیجه آن آزادسازی خرمشهر بود. او همچنین در عملیات رمضان در جناح راست منطقه عمل می‌کرد و با نیروهای تحت امر خود، نزدیک به ۲۰ روز، با ارتش عراق به‌طور مستقیم درگیر بود. لطفی با هدایت لشکر ۱۶ زرهی در عملیات‌های «والفجر مقدماتی» و «والفجر یک» نیز حضور داشت.

### پس از جنگ

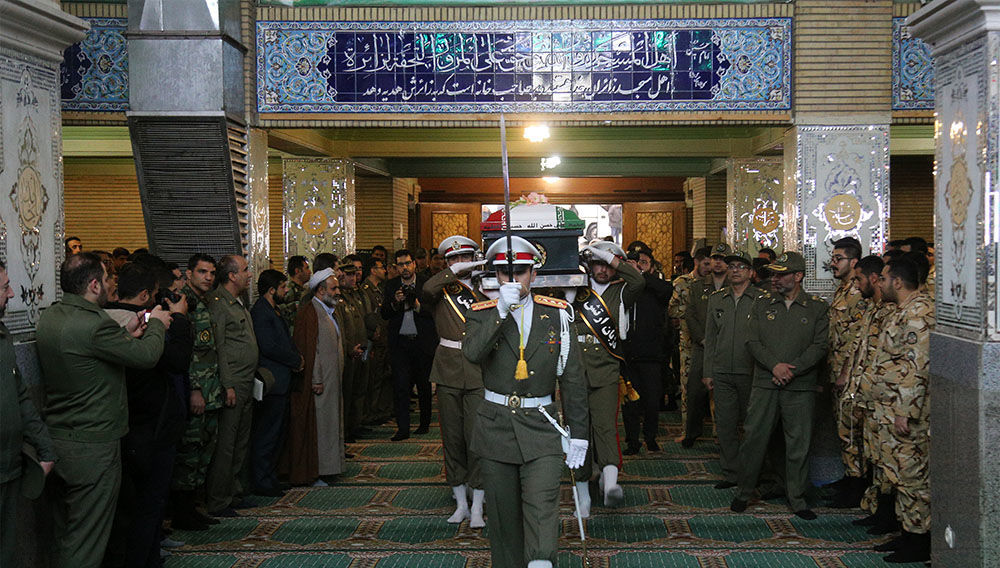
تشییع پیکر سیروس لطفی در مسجد ستاد مرکزی نزاجا

مهرماه ۱۳۶۸ سید علی خامنه‌ای به پاسداشت «خدمات بزرگ و ارزنده» ۵۸ نفر از فرماندهان ارتش، سپاه و جهاد سازندگی در جنگ ایران و عراق و به‌طور مشخص عملیات بیت‌المقدس، به آنها نشان فتح اهدا کرد، که در این میان، به سیروس لطفی نشان درجه ۲ فتح داده شد.
لطفی پس از فرماندهی لشکر ۱۶ زرهی به عنوان معاون عملیات در ستاد مشترک ارتش جمهوری اسلامی ایران فعالیت می‌کرد. پس از آن نیز مدتی معاون اطلاعات و عملیات ستاد کل نیروهای مسلح بود. او پس از بازنشستگی در دانشگاه افسری امام علی و دانشگاه فرماندهی و ستاد آجا تدریس می‌کرد.

### درگذشت
سیروس لطفی در تاریخ ۱۸ آبان ۱۳۹۷ در تهران درگذشت و پیکر او در ستاد فرماندهی نزاجا تشییع شد.

## نشان فتح
در مهرماه ۱۳۶۸ سید علی خامنه‌ای به پاسداشت «خدمات بزرگ و ارزنده» ۵۸ نفر از فرماندهان ارتش، سپاه و جهاد سازندگی در جنگ ایران و عراق و در عملیات بیت‌المقدس، به آنها نشان فتح اهدا کرد، که در این میان، به سیروس لطفی نشان درجه ۲ فتح داده شد.